# Лафия, Джон
Джон Лафия (2 апреля 1957 — 29 апреля 2020) — американский сценарист кино и телевидения, режиссёр, продюсер и музыкант. Обучался в Калифорнийском университете в Лос-Анджелесе, где получил степень бакалавра в области кино и телевидения. Лафия работал над более чем 30 проектами и написал сценарии или срежиссировал фильмы для Paramount Pictures, Universal Studios, New Line Cinema, Sony Pictures, Columbia Pictures, MGM / UA, Warner Bros., NBC, CBS, PolyGram Filmed Entertainment, 20th Century Fox, Lionsgate и многих других независимых компаний. Наиболее известен как сценарист комедийных хорроров про куклу Чаки.

## Карьера
Первым художественным фильмом Джона Лафии стала криминально-мистическая комедия «Голубая игуана». Он написал сценарий и сам же выступил режиссёром, а также спродюсировал саундтрек. Фильм был выбран для специального полуночного показа во Дворце Фестивалей на Каннском кинофестивале 1988 года . Лафия был соавтором сценария к культовому комедийному слэшеру «Детские игры» (1988), где впервые появляется кукла-убийца Чакки. Будучи уже именитым сценаристом, он придумал имя этому персонажу и его коронную фразу «Привет, я Чаки, хочешь поиграть?» После выхода лента «Детские игры» стала лидером проката в Северной Америки. Фильм получил премию Сатурн за лучший фильм ужасов, а также номинацию за лучший сценарий. Фильм также был отобран на Международный фестиваль du Film Fantastique d’Avoriaz. Скивел, «Детские игры 2» (1990), Лафия уже ставил как режиссёр. Фильм дебютировал под первым номером в чартах Северной Америки, был номинирован на премию Сатурн, а также отобран на Международный фестиваль du Film Fantastique d’Avoriaz. После «Детских игр 2» Лафия продолжил разрабатывать жанр, занявшись проектом «Лучший друг человека» (1993), как сценарист и режиссёр, поставив этот фильм на New Line Cinema. Фильм дебютировал на второй строчке в чартах Северной Америки. «Лучший друг человека» получил специальный приз на Международном кинофестивале в Жерармере, за него проголосовало жюри во главе с Терри Гиллиамом и Уолтером Хиллом. «Лучший друг человека» также был номинирован на премию Сатурн за лучший научно-фантастический фильм, а также был отобран в программу Международного фестиваля фантастических фильмов в Брюсселе.
В середине 90-х Лафия стала пионером новых медиа. Он был режиссёром видеоигры Corpse Killer (1994) для Digital Pictures / Sega, а также интерактивной тематической подборки Bombmeister (1995) для Sony / Interfilm. Оба проекта сочетают компьютерные технологии с «живым» видео и цифровой графикой, представляя зрителям интерактивный мир, который в то время только начинал появляться на горизонте. Лафия также стал активным участником коротких и длинных телепроектов, сняв несколько эпизодов «Вавилона-5» и телефильмы: «Крысы», «Хамелеон 3»: «Тёмный ангел», «Монстр», «Огненный шторм»: «Последний бой в Йеллоустоне») и «Код 1114» для Paramount, Fox, A&E и CBS. Кульминацией этой деятельности стал мини-сериал NBC «10.5» (2004) и его продолжение «10.5: Апокалипсис» (2006), которое Лафия написал, поставил и спродюсировал. После выпуска «10.5» стал мини-сериалом года с самым высоким рейтингом, собрав 20 миллионов зрителей за две ночи, и входит в пятёрку лучших мини-сериалов десятилетия.
До своей карьеры режиссёра Лафия участвовал в андеграундной музыкальной сцене Лос-Анджелеса. Называясь Его ранняя работа, Prayers (1984), была выпущена на кассетном лейбле Tranceport Tapes под именем John J. Lafia, с обложкой Лейна Смита с оригинальной артом Lafia. За этим последовали треки на LA Mantra Two ( 1984) и Phantom Cuts (1985.) Лафия также фигурировал в антологии «Английский как второй язык» (1983) вместе с поэтами из Лос-Анджелеса Чарльзом Буковски, Вандой Коулман и Эксин Червенкой . У него есть трек на немецком сборнике, Voices From North America (1994), записанный с продюсером / музыкантом Этаном Джеймсом. В 2008 году Джон снова сосредоточился на сочинении и записи как своей основной художественной практике. Он создал небольшую рок-оперу «Баллада Фрэнка и Коры» (2013), для которой написал музыку и исполнил вокальную партию главного персонажа. В 2019 году Discos Transgenero был выпущен ограниченный тираж двойной пластинки с музыкой Джона, распространявшийся Aguirre Records. Этот сборник «Джон Лафия 1980—1985» был выпущен также и в цифровом виде. Лафия готовил новые релизы, охватывающие архивный материал того же периода, и продолжал записывать новый материал в своей студии в Сильвер Лейк, Калифорния .

## Смерть
Джон Лафия покончил жизнь самоубийством 29 апреля 2020 года; после него остались дети и его бывшая жена.

## Видеоигры
- Corpse Killer (1995)

## Дискография
- English as a Second Language: Odyssey Girls (1983) — композитор, продюсер
- Prayers (1984) — композитор, исполнитель
- LA Mantra 2: Queen Of The Nile (1984) — композитор, исполнитель
- Phantom Takes: The Moth (1985) — композитор, исполнитель
- Voices From North America: The Confession (1986) — композитор, исполнитель
- John Lafia 1980—1985 (2019) — композитор, исполнитель